# Square Eugénie-Cotton
Le square Eugénie-Cotton est un square du 19e arrondissement de Paris.

## Situation et accès
On accède au square par la rue Compans ou par la rue Eugénie-Cotton.
Il est desservi par les lignes 7 bis et 11 à la station Place des Fêtes.

## Origine du nom
Le nom du square, ouvert en 1995, rend hommage à la scientifique Eugénie Cotton (1881-1967).

## Historique

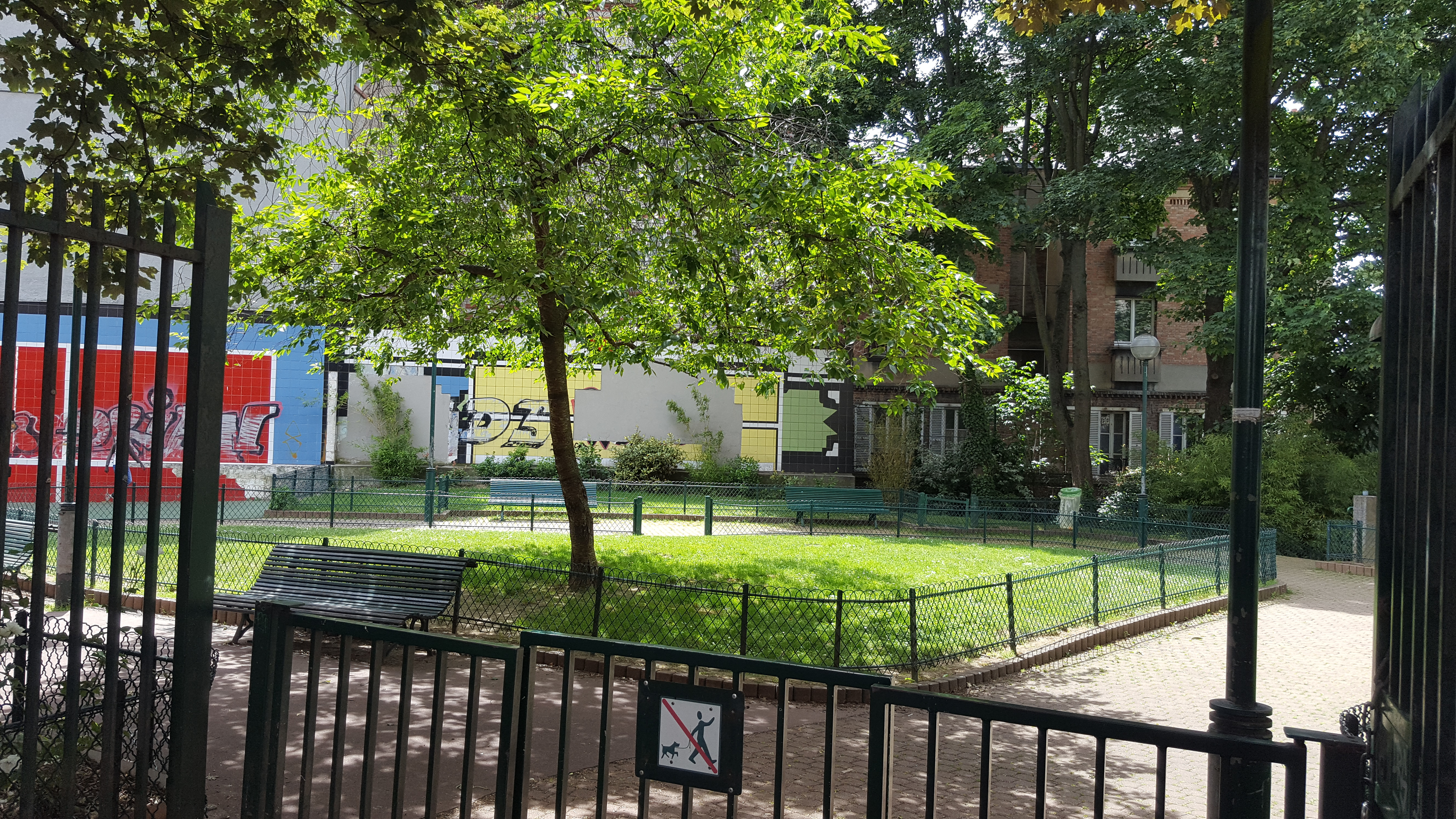
Le square Eugénie-Cotton, vu depuis la rue Eugénie-Cotton.